# Тольятти (футбольный клуб)
«Тольятти» — футбольный клуб из одноимённого города. Зарегистрирован и принят в «Ассоциацию ПФЛ» 21 февраля 2008 года.
Весь футбольный клуб (игроки и тренерский состав) перешли из ФК «Крылья Советов-СОК» (Димитровград) сезона 2007 года.
В 2008 и 2009 годах ФК «Тольятти» выступал во Втором дивизионе (зона «Урал-Поволжье»). Домашние матчи проводил в Димитровграде.
В 2010 году команда была объединена с ФК «Академия» (Тольятти).

## История
Главной целью клуба являлась подготовка резерва для сборных команд России по футболу. Управление клубом осуществлял фонд «Национальная академия футбола». В структуру клуба входили две команды: «Тольятти» и «Тольятти-дубль».
Команда «Тольятти» была заявлена участником первенства России среди команд второго дивизиона зоны «Урал-Поволжье». Главным тренером являлся Игорь Осинькин. В состав команды входили игроки 1989—1991 годов рождения. Все игроки являлись воспитанниками тольяттинского центра подготовки футболистов — Академия футбола имени Юрия Коноплева.
Команда «Тольятти-дубль» выступала во Всероссийских соревнованиях «Первенство и Кубок России по футболу среди любительских футбольных клубов команд коллективов физической культуры межрегиональных объединений федерации футбола Российского Футбольного Союза» (МФС «Приволжье»), главным тренером являлся Юрий Елчев. В состав команды в сезоне 2008 года входили главным образом игроки 1991 года рождения, которые также являлись воспитанниками Академии футбола имени Юрия Коноплева.
Дублирующий состав ФК «Тольятти», в 2008 и 2009 годах игравший в первенстве и кубке МФС «Приволжье», также объединился с ФК «Академия», став «Академий-д».
При этом, в 2010—2012 годах на областном уровне играла команда «Тольятти»: в 2010 году выиграла первую лигу первенства Самарской области, в 2012 году заняла 2-е место в чемпионате Самарской области.

## Результаты
| Первенство России | Первенство России              | Первенство России | Первенство России | Первенство России | Первенство России | Первенство России | Первенство России | Первенство России | Кубок России | Дублирующий состав (люб.) | Дублирующий состав (люб.)       | Дублирующий состав (люб.) |
| Сезон             | Лига                           | Место             | И                 | В                 | Н                 | П                 | Мячи              | О                 | Кубок России | Кубок МФС «Приволжье»     | ЛФЛ, Приволжье                  | Сезон                     |
| ----------------- | ------------------------------ | ----------------- | ----------------- | ----------------- | ----------------- | ----------------- | ----------------- | ----------------- | ------------ | ------------------------- | ------------------------------- | ------------------------- |
| 2008              | Второй дивизион, Урал-Поволжье | 8 из 18           | 34                | 16                | 6                 | 12                | 63-55             | 54                | 1/128 финала | 1/16 финала               | «Тольятти-2» — 16-е место из 19 | 2008                      |
| 2009              | Второй дивизион, Урал-Поволжье | 12 из 16          | 30                | 8                 | 8                 | 14                | 32-43             | 32                | 1/256 финала | 1/8 финала                | «Тольятти-д» — 14-е место из 17 | 2009                      |

## Стадион
Первоначально планировалось, что клуб в сезоне 2008 года будет выступать на стадионе «Торпедо» в городе Тольятти, однако в итоге за 5 дней до начала сезона ОАО «АВТОВАЗ» (собственник стадиона) разорвал договор аренды и команде пришлось арендовать стадион «Торпедо» в городе Димитровград.